# Penstemon rubicundus
Penstemon rubicundus är en grobladsväxtart som beskrevs av Karl Keck. Penstemon rubicundus ingår i släktet penstemoner, och familjen grobladsväxter. Inga underarter finns listade i Catalogue of Life.